# Łącznik (architektura)

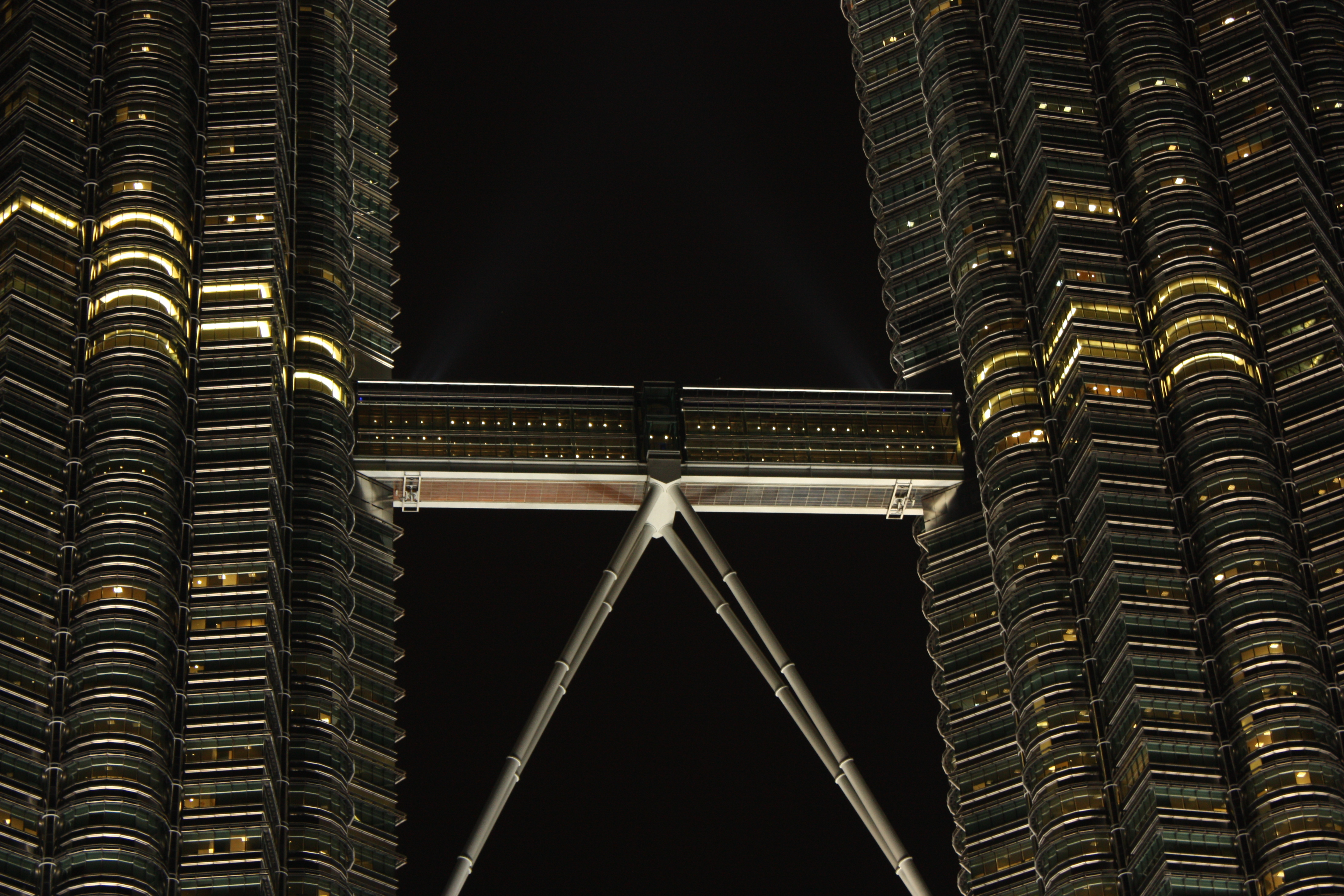
Łącznik między Petronas Towers

Łącznik – budynek lub część budynku będąca połączeniem między różnymi częściami budynku. Najczęściej spotykany w formie krytej kładki dla pieszych. Budowany w celu skrócenia drogi między wybranymi miejscami lub wyeliminowania konieczności wychodzenia na zewnątrz.

## Galeria

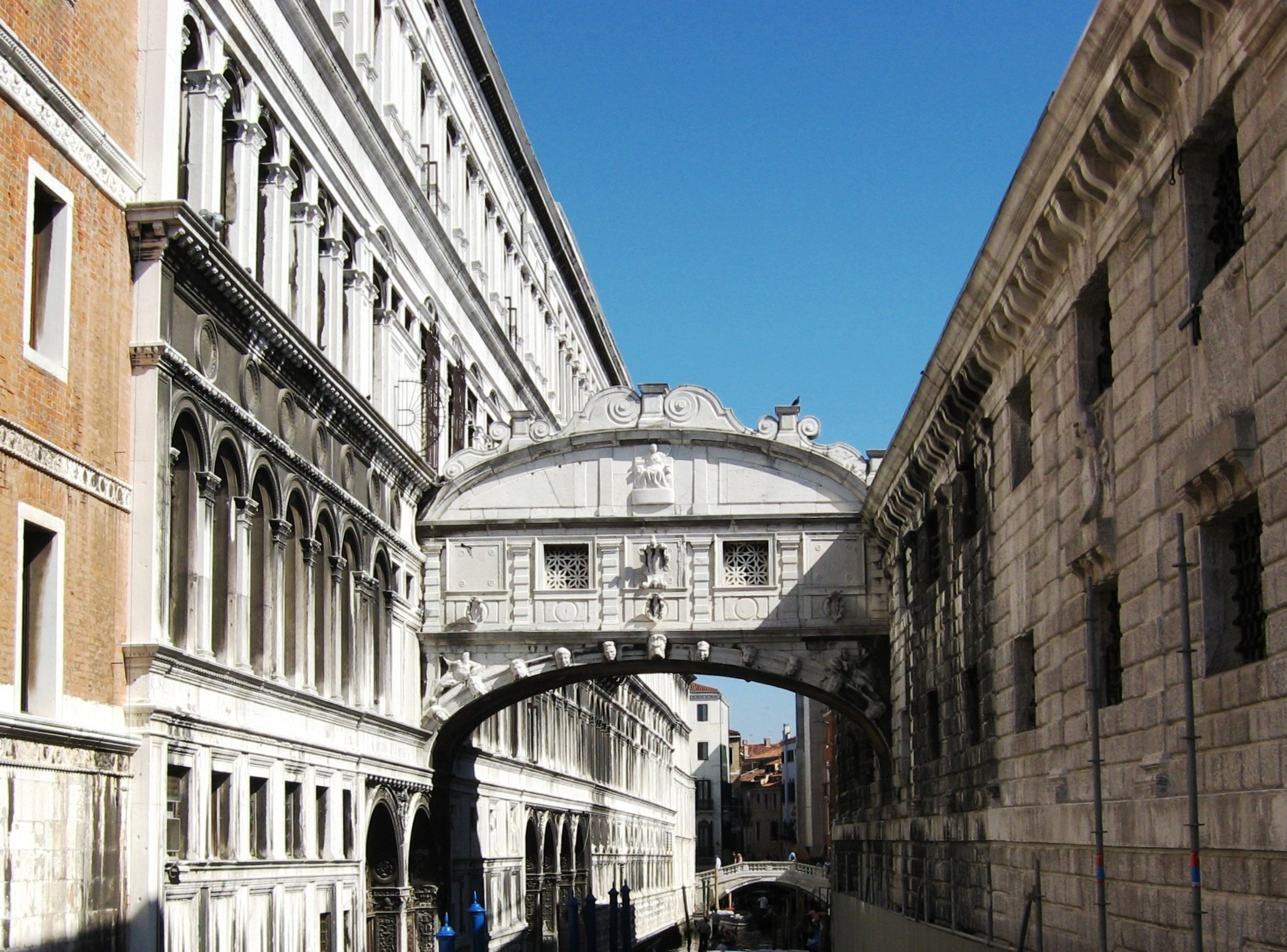
Most Westchnień w Wenecji
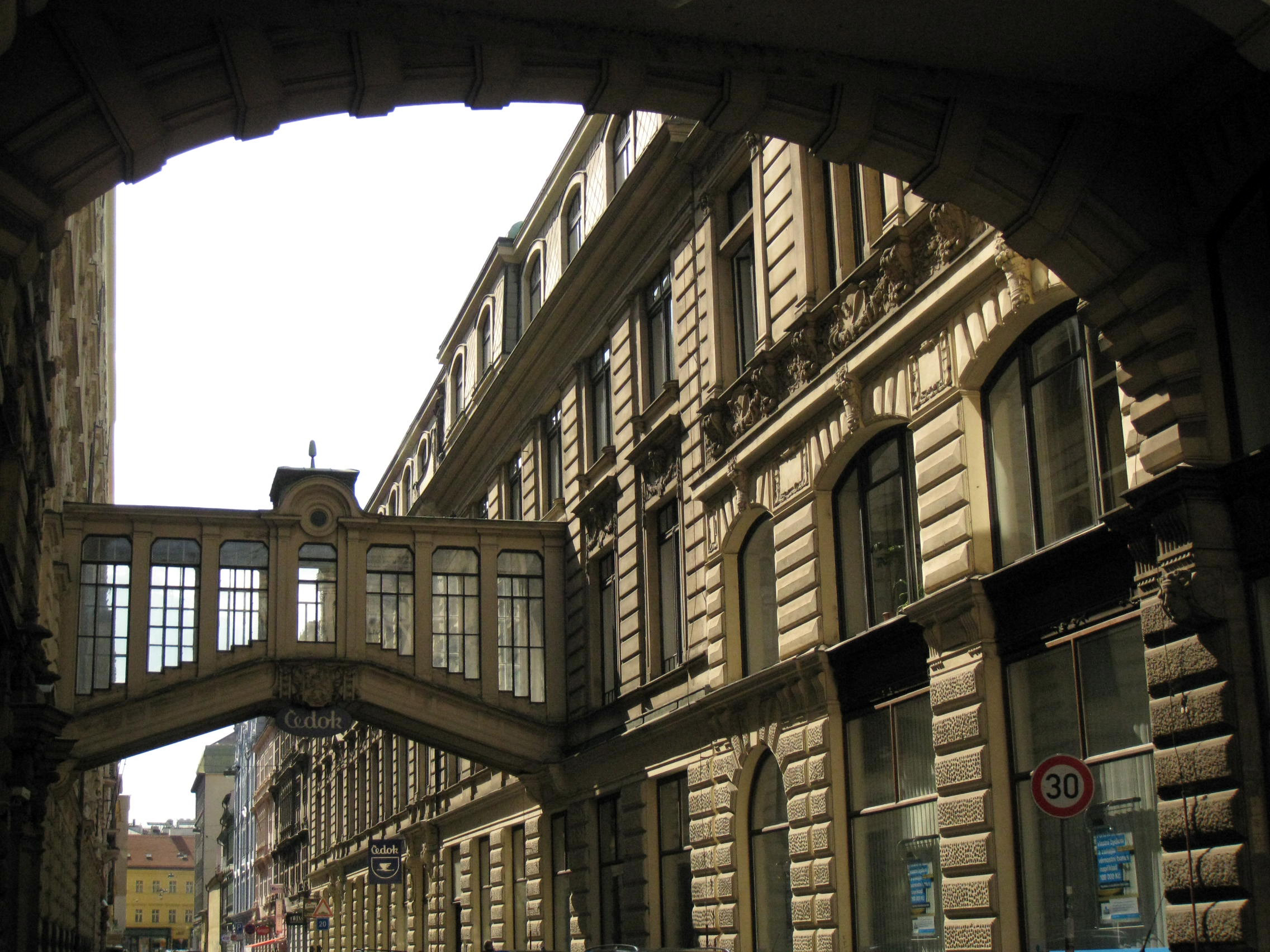
Nowe miasto, Praga
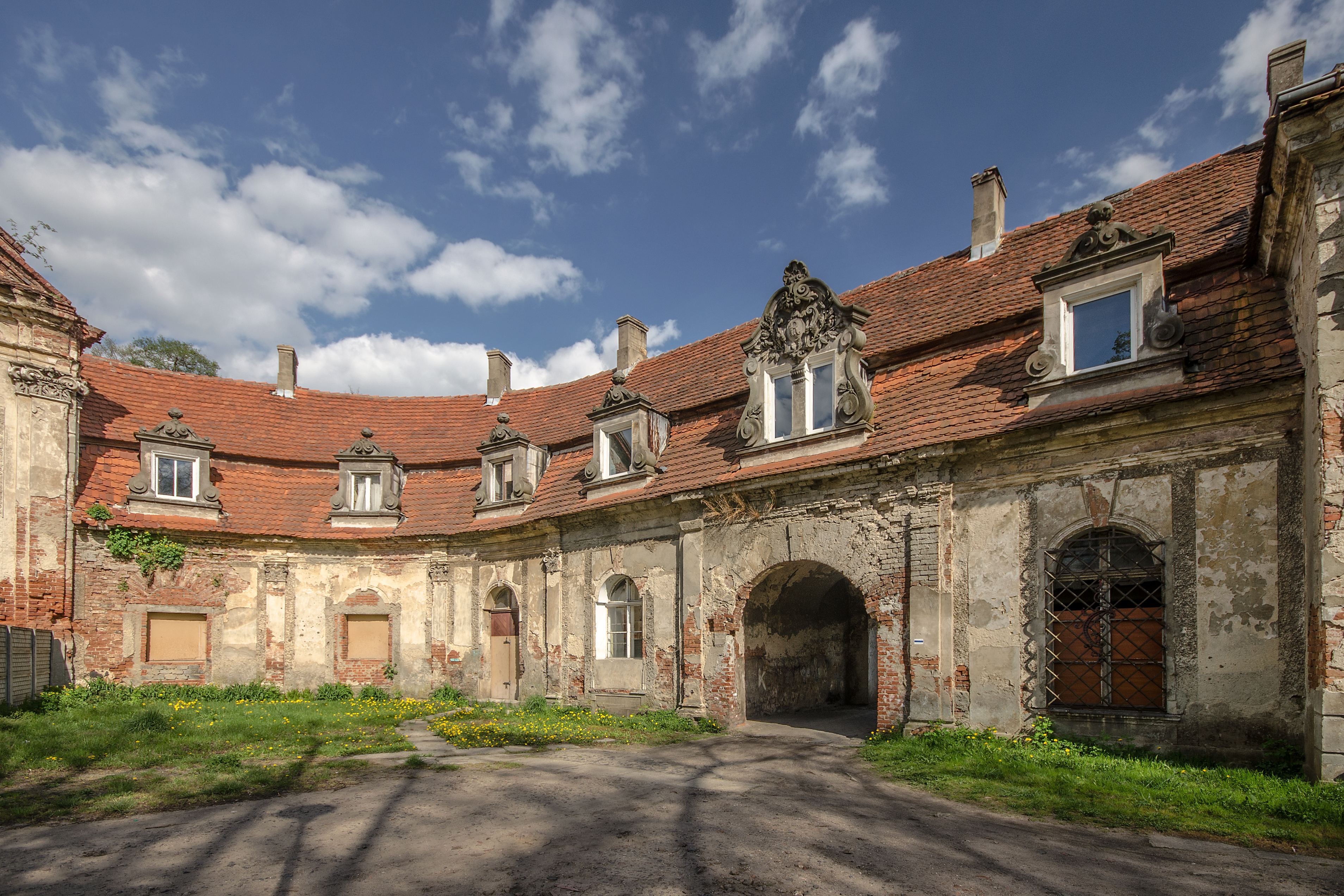
Wschodni budynek łącznikowy pałacu w Goszczu
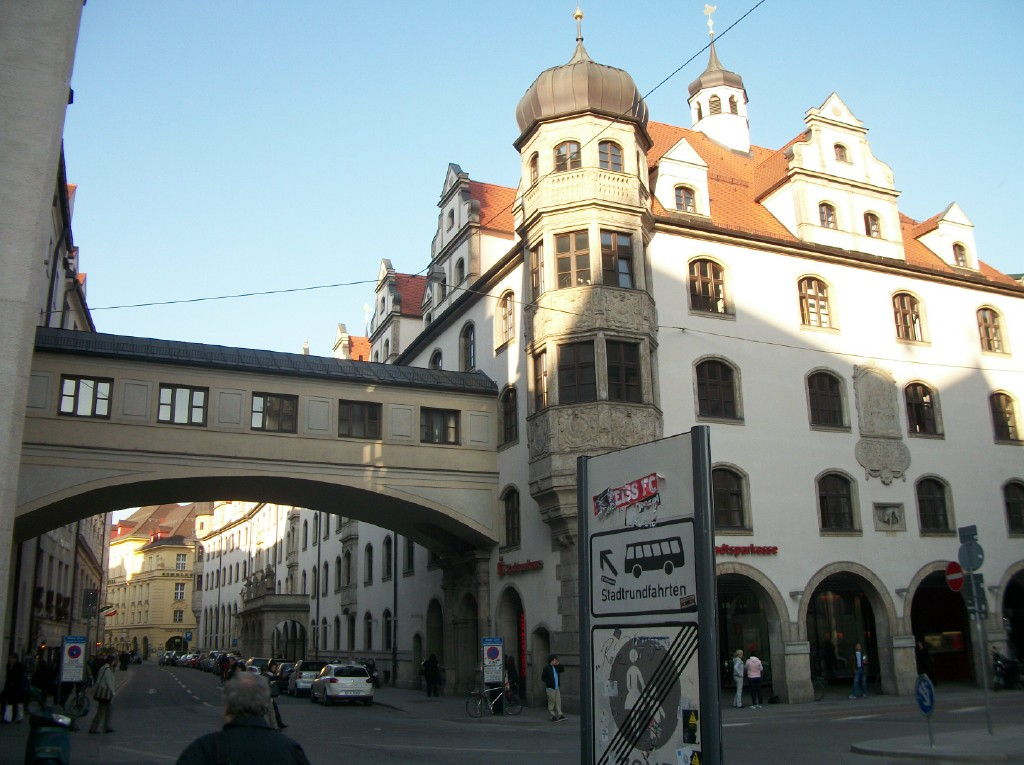
Monachium, Bawaria
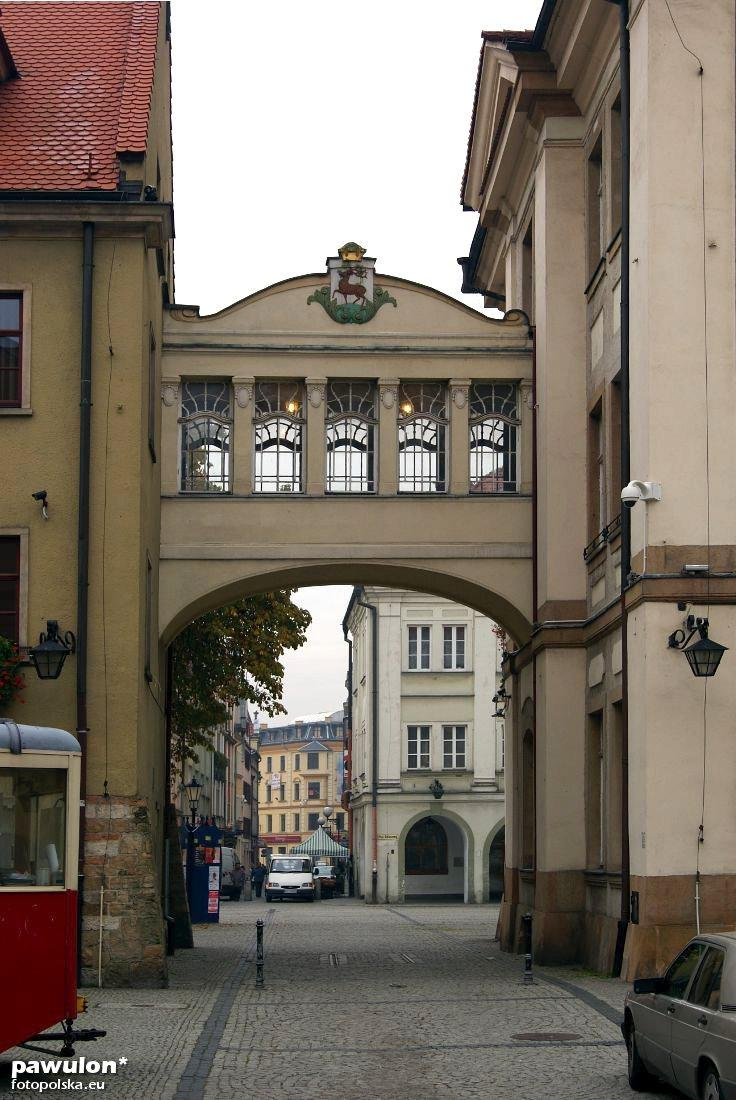
Łącznik ratuszowy, Jelenia Góra
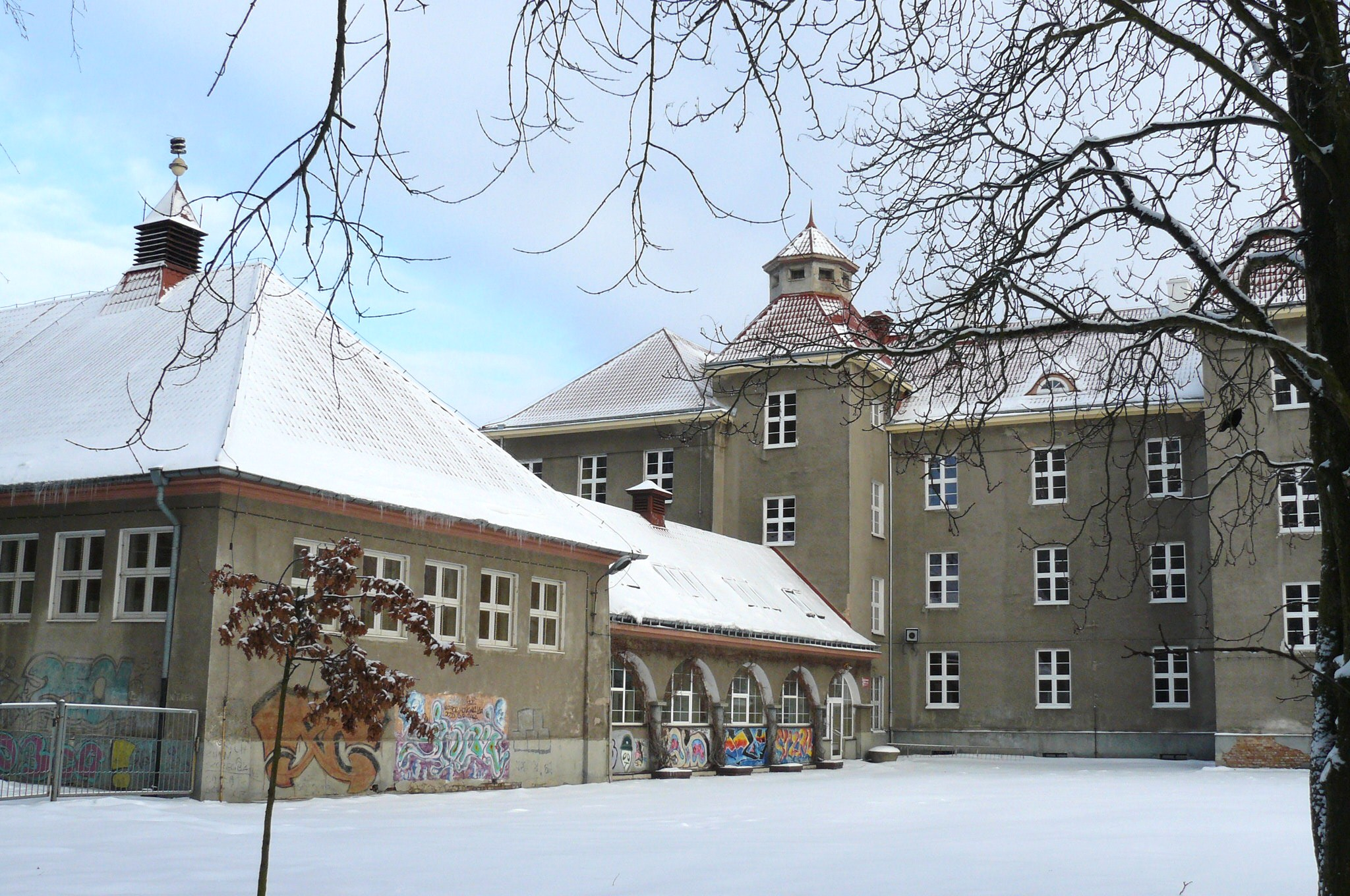
Łącznik pomiędzy budynkiem dydaktycznym a salą gimnastyczną, szkoła na Boninie w Poznaniu
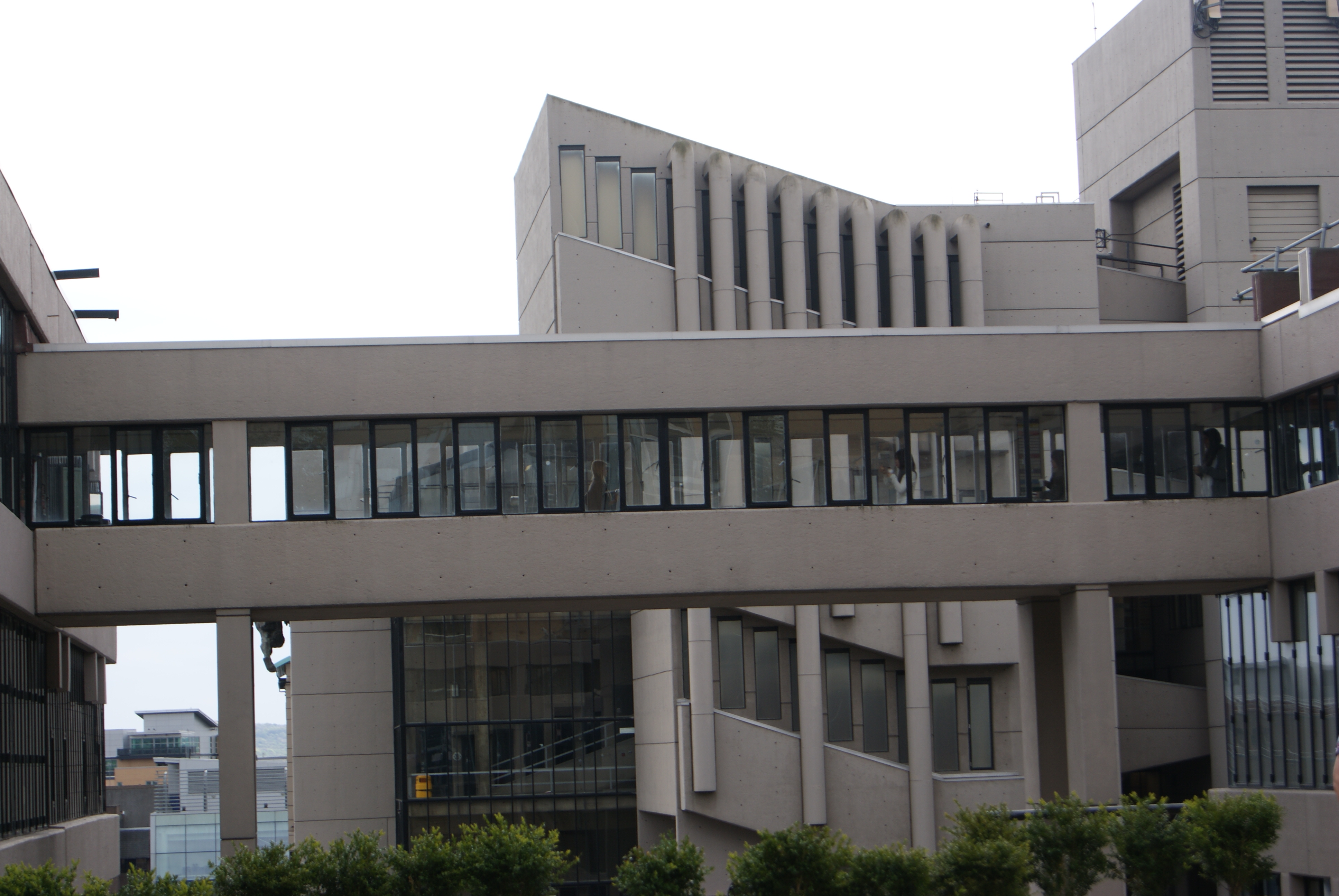
Uniwersytet Leeds, Anglia
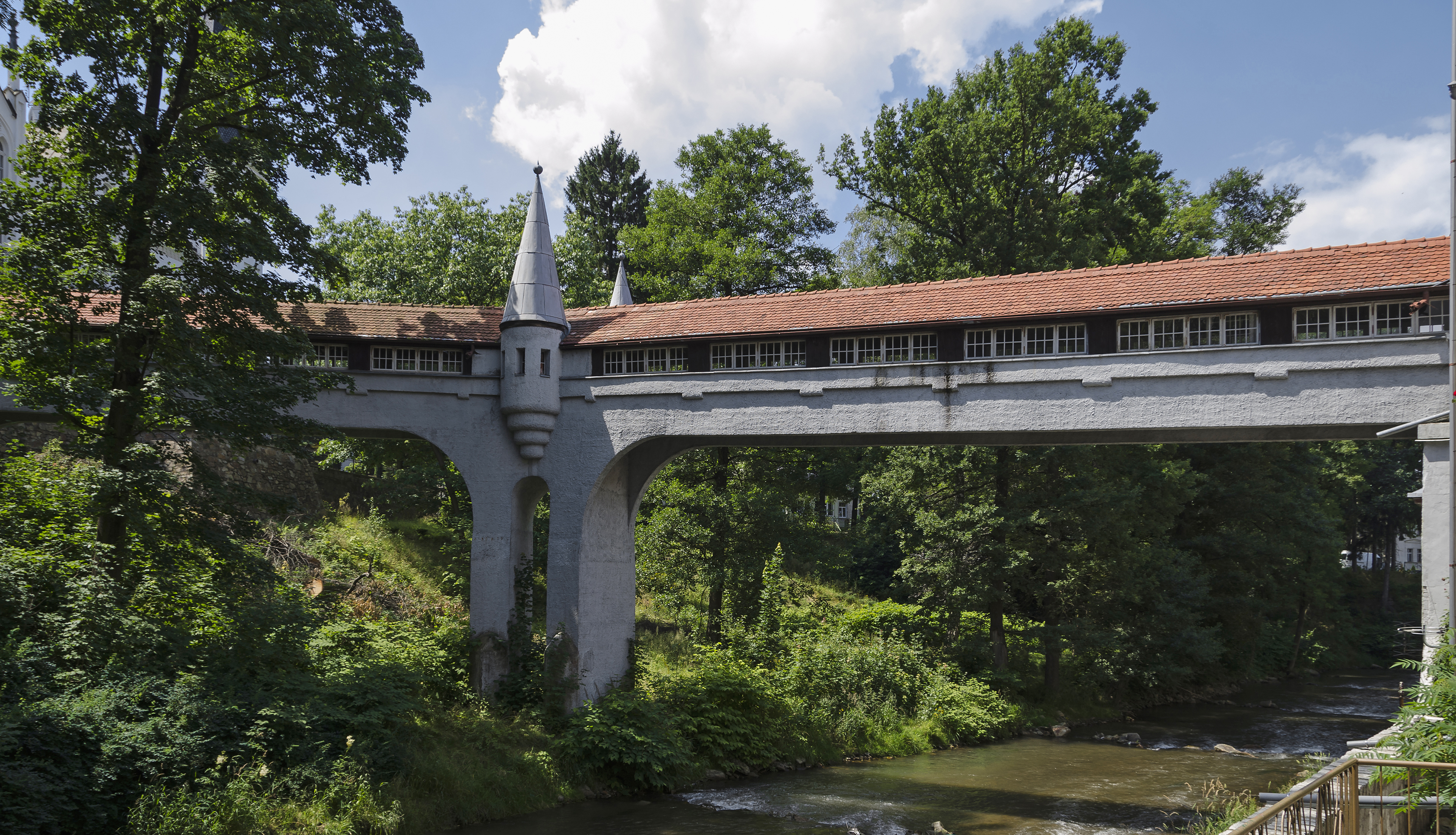
Łącznik przebiegający nad rzeką w Lądku-Zdroju
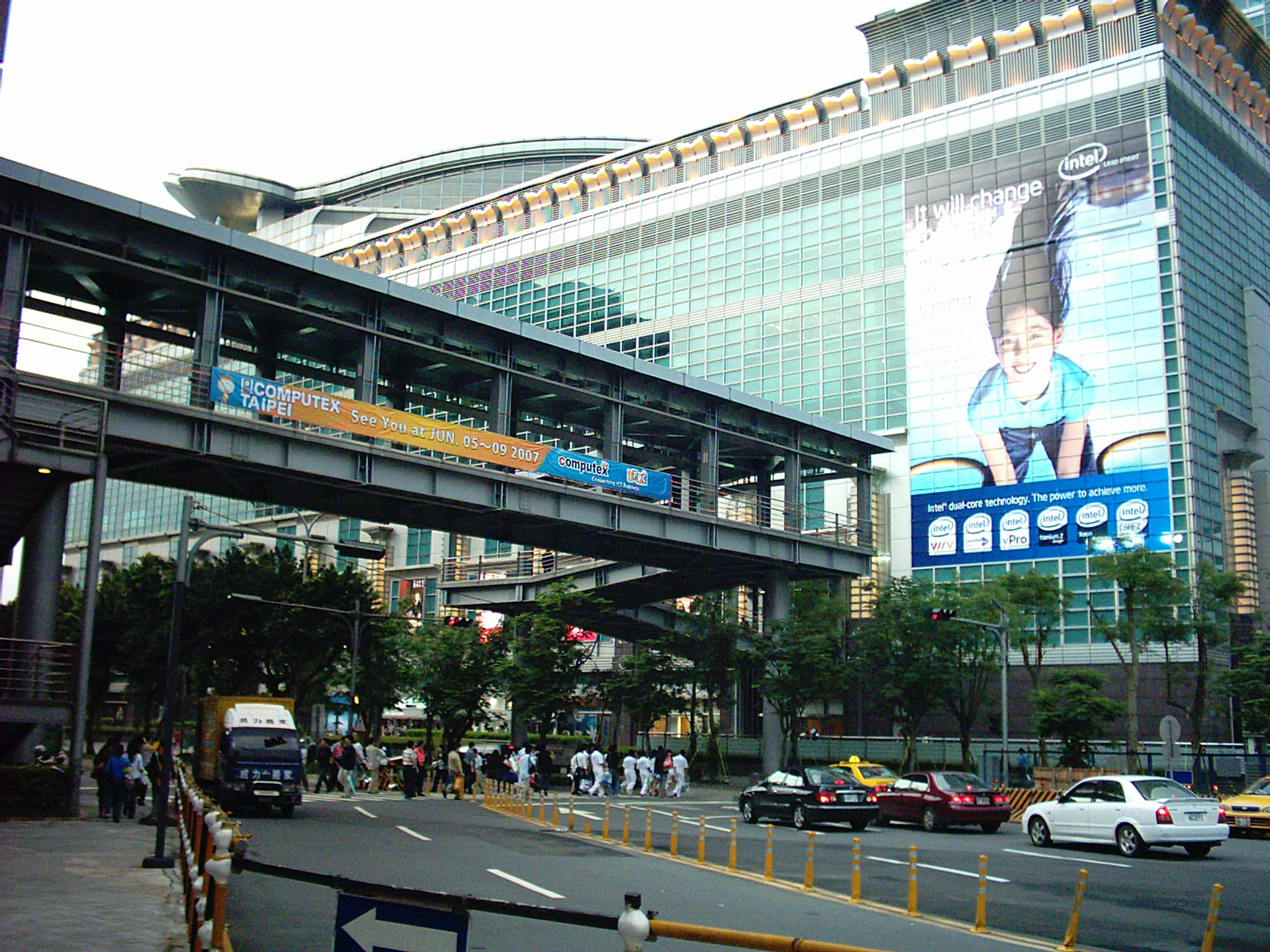
Taipei World Trade Center, Tajwan
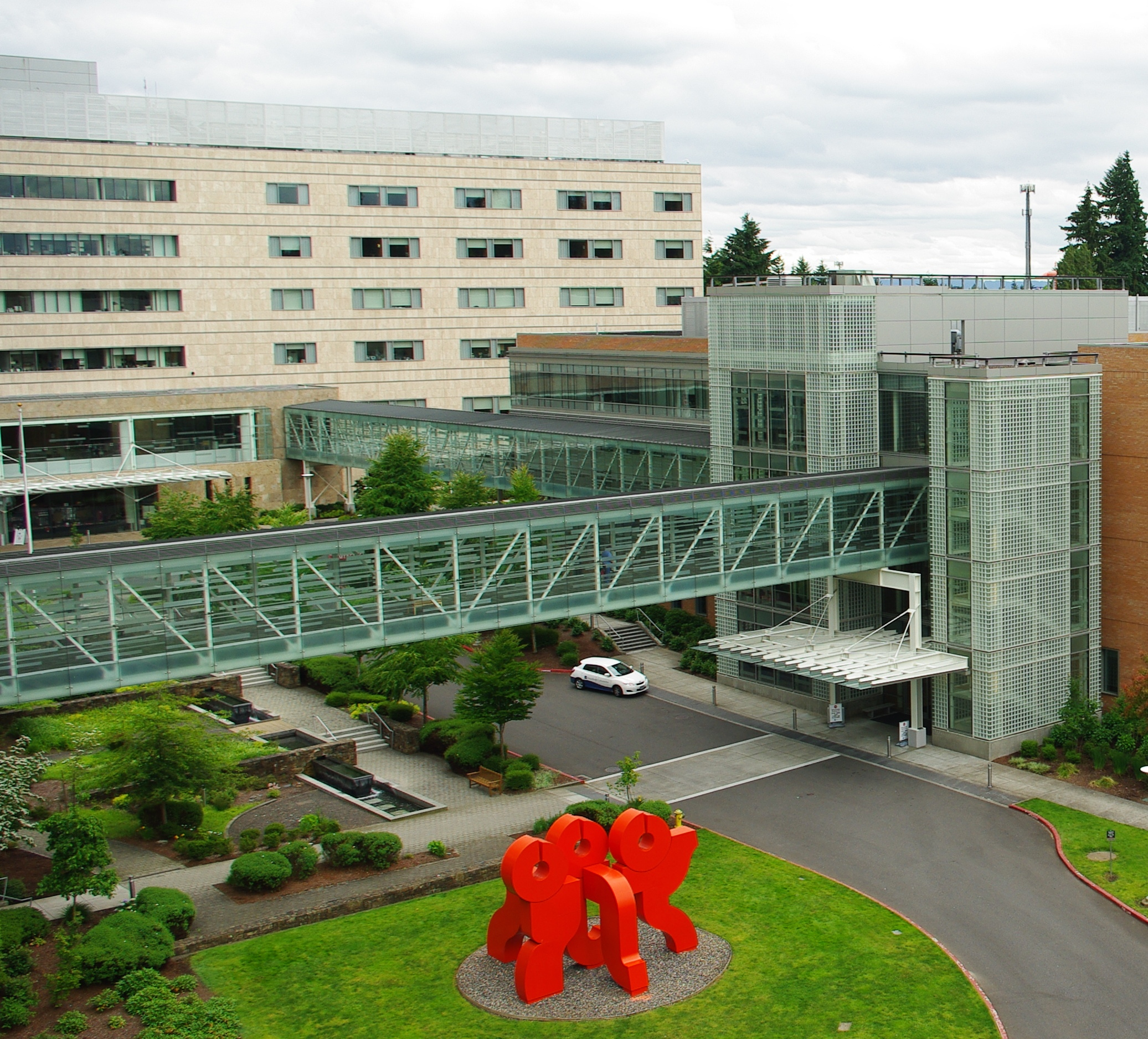
Szpital w Vancouver
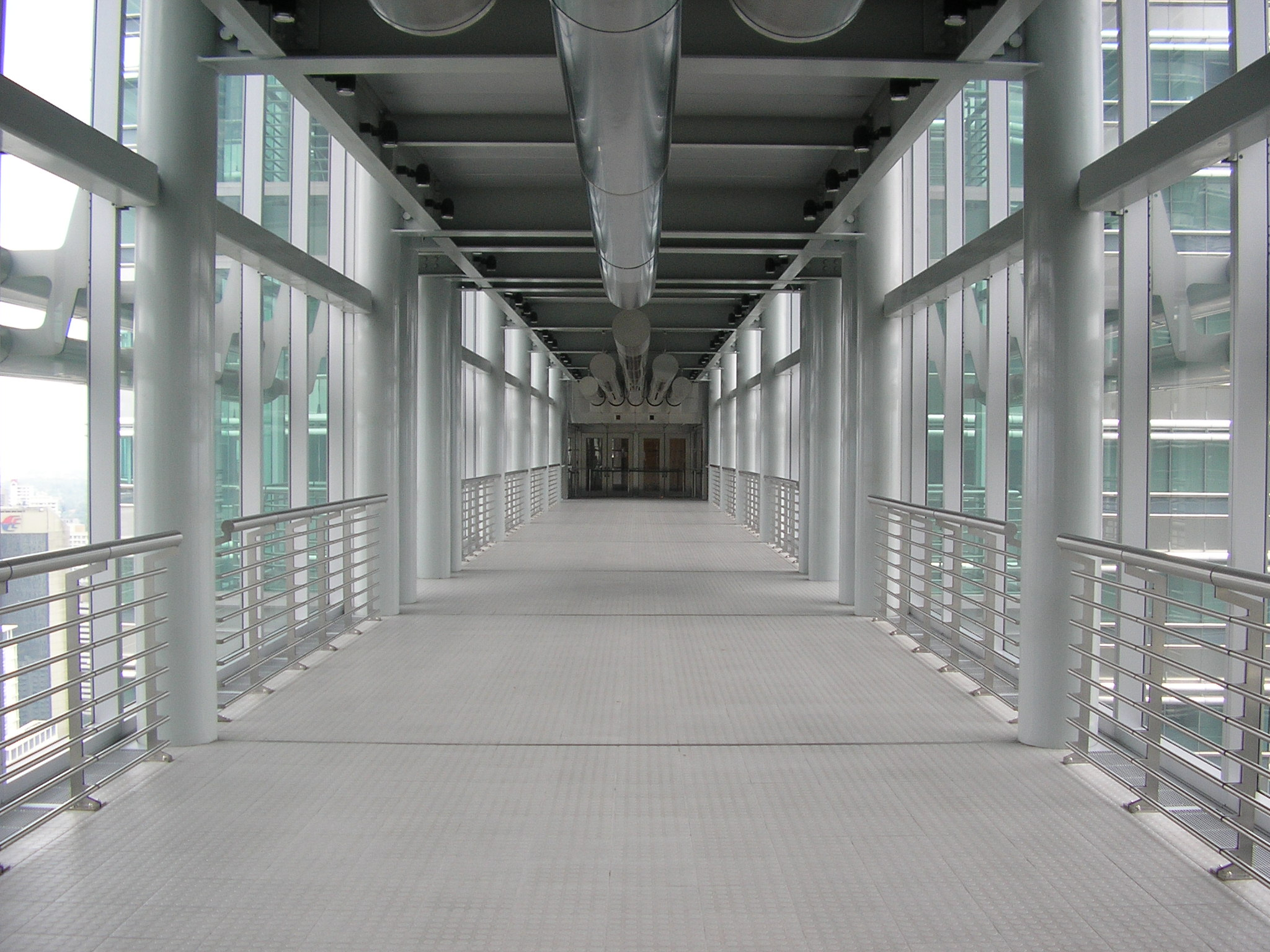
Wnętrze łącznika w Petronas Towers
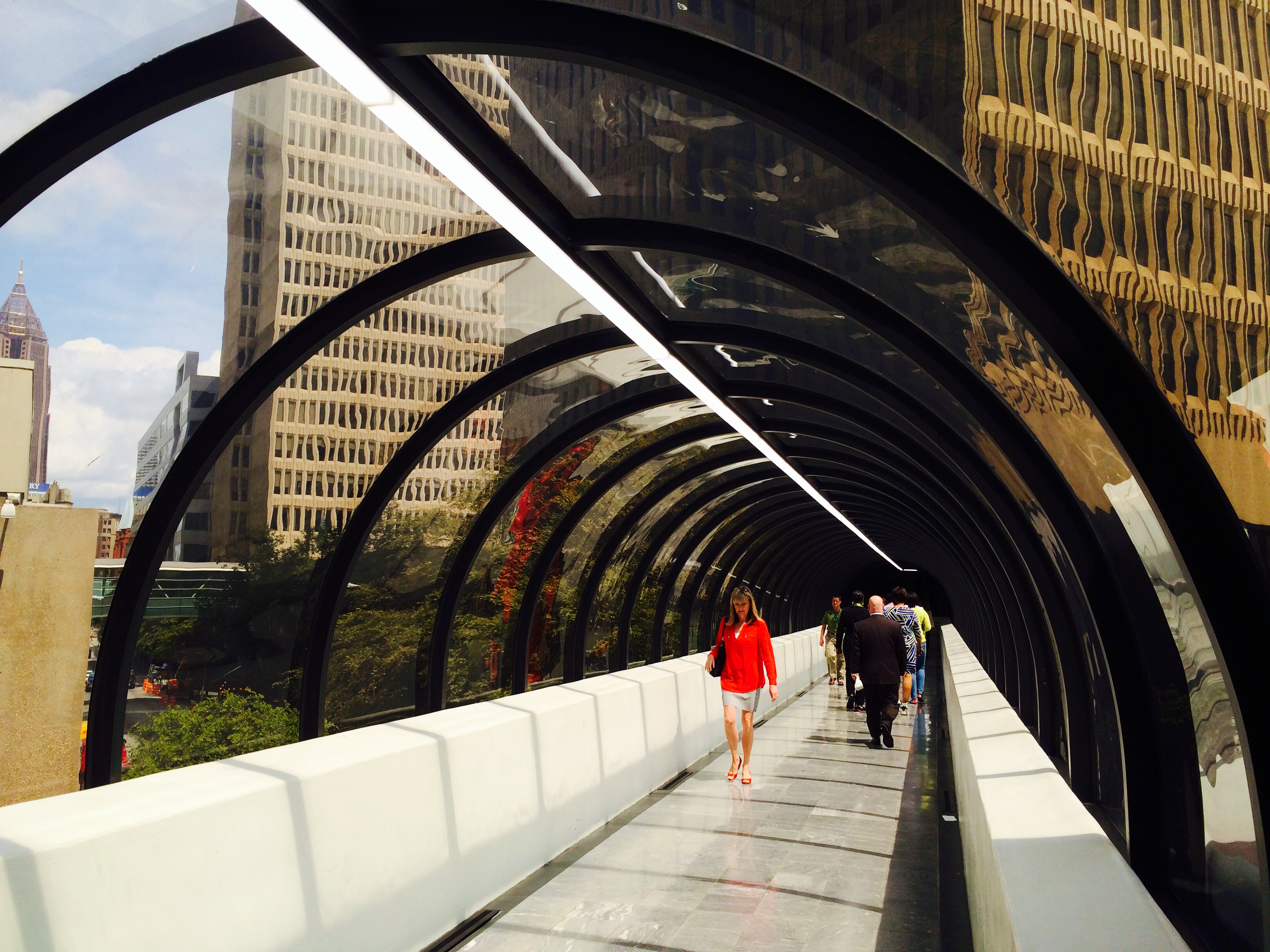
Wnętrze łącznika w Peachtree Center, Atlanta
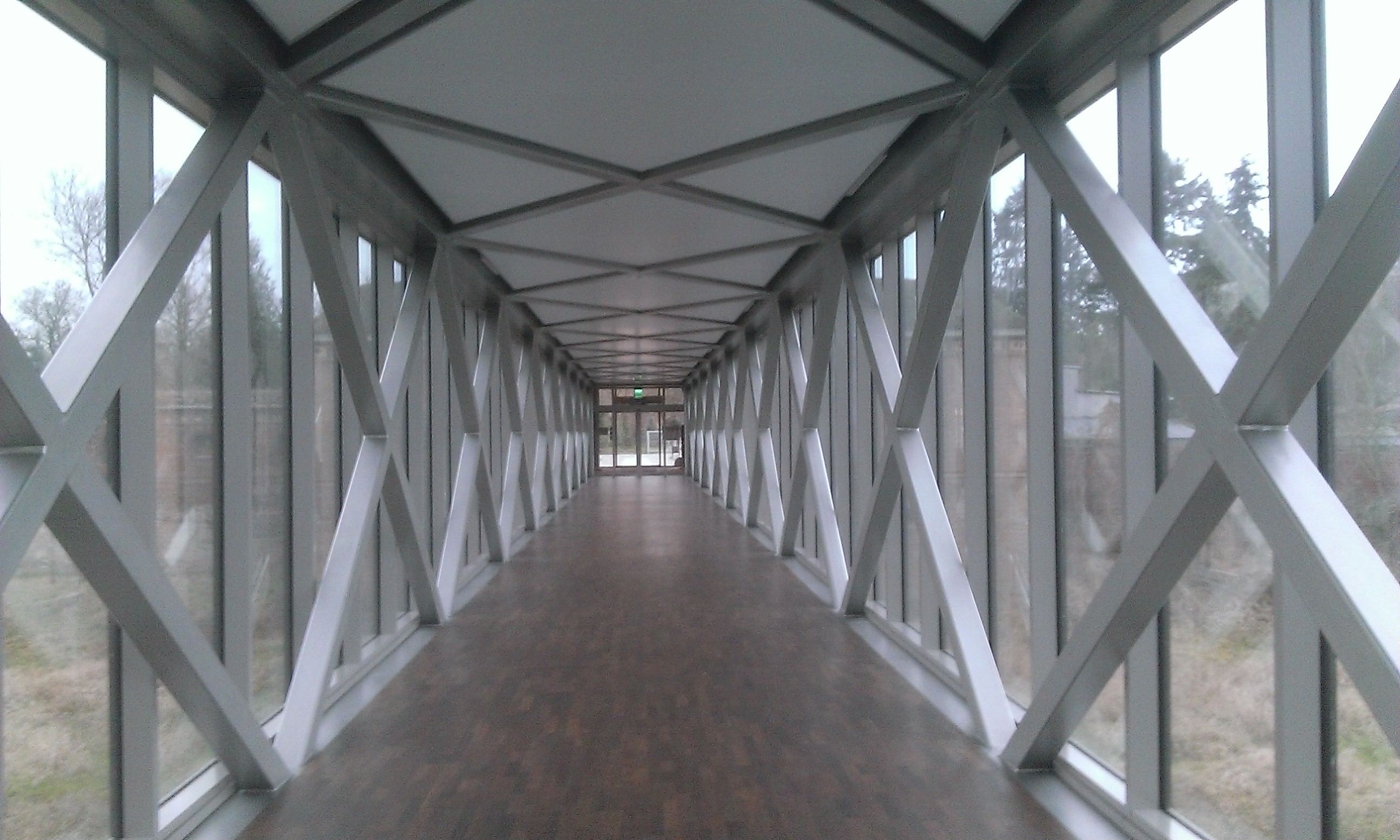
Wnętrze Bramy Poznania ICHOT
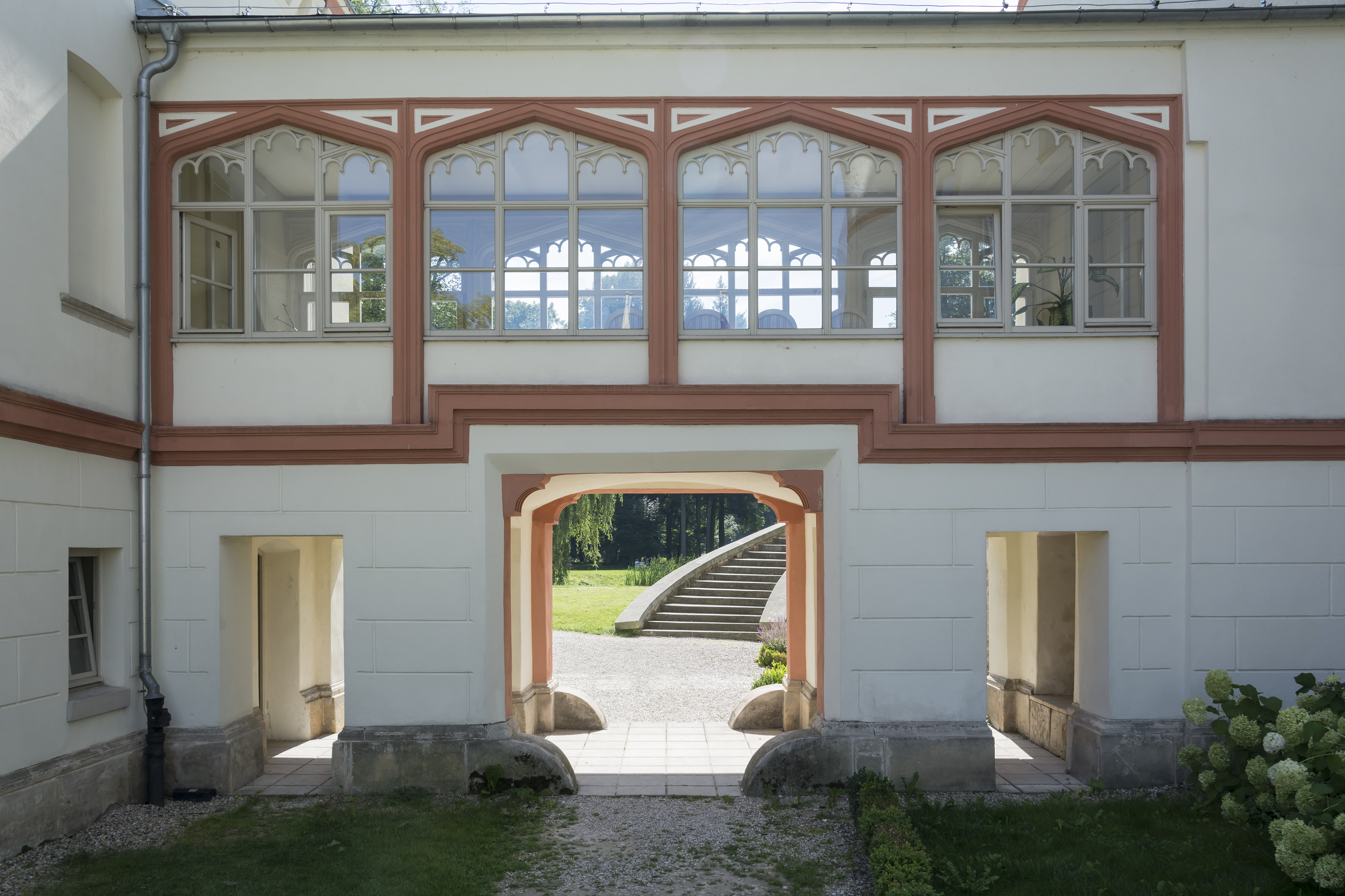
Łącznik w Pałacu w Wojanowie